# Jean-Baptiste Théveniaut
Jean-Baptiste Théveniaut (Verdun-sur-le-Doubs, 25 février 1870-Montceau-les-Mines, 6 décembre 1956) est un explorateur et officier français.

## Biographie
Ayant fait les campagnes du Sénégal (1890) et de Madagascar (1895-1896) où il participe à la prise de Tananarive, Capitaine, il est chargé en 1904 d'étudier le tracé d'une route de caravanes vers l'Algérie et de l'établissement d'une ligne télégraphique, tout en reconnaissant la future frontière entre l'Afrique Occidentale française et les Territoires du Sud. Il part alors de Bourem sur le Niger (13 février 1904), remonte la vallée du Tilemsi et atteint Telaya, chez les Ifoghas le 19 mars. 
Lors d'une reconnaissance, Théveniaut rencontre François-Henry Laperrine accompagné de Charles de Foucauld et de Noël Villatte mais une querelle éclate entre eux et Théveniaut interdit à Laperrine de continuer sa route vers Tombouctou. Le sang-froid de Laperrine permet d'éviter un nouveau drame après celui de la mission Voulet-Chanoine. Il se retire avec ses hommes vers le Nord et y fixe une limite provisoire entre Algérie et Soudan. 
Il rentre ensuite dans l'administration des colonies.

## Récompenses
- Chevalier de la Légion d'honneur (30 décembre 1897)[2].